# Rob Roy (film)
Rob Roy er en amerikansk biografisk historisk dramafilm fra 1995, instrueret af Michael Caton-Jones. I titelrollen ses Liam Neeson som Rob Roy MacGregor. Desuden ses Jessica Lange, John Hurt, Tim Roth, Eric Stoltz, Brian Cox og Jason Flemyng
Roth modtog BAFTA-prisen for bedste mandlige birolle og blev nomineret til blandt andet en Oscar for bedste mandlige birolle for rollen som den fiktive Archibald Cunningham.
Filmen blev dedikeret til filminstruktøren Alexander Mackendrick og fodboldspiller og -træner Jock Stein.

## Medvirkende
- Liam Neeson som Rob Roy MacGregor
- Jessica Lange som Mary MacGregor
- John Hurt som James Graham, 4. Markis af Montrose
- Tim Roth som Archibald Cunningham
- Eric Stoltz som Alan McDonald
- Andrew Keir som John Campbell, 2. Hertug af Argyll
- Brian Cox as Killearn
- Brian McCardie som Alasdair MacGregor
- Gilbert Martin som Guthrie, hertugen af Argylls fægtemester
- Jason Flemyng som Gregor
- Ewan Stewart som Coll
- David Hayman som Tam Sibbalt
- Shirley Henderson som Morag